# María Comneno Ducas
María Comneno Ducas (en griego: Μαρία Κομνηνή Δούκαινα), fue una princesa epirota y condesa consorte de las islas de Cefalonia y Zacinto. 

## Biografía
María era la única hija de Nicéforo I Comneno Ducas, déspota de Epiro, y de María Láscaris, hija del emperador de Nicea Teodoro II Láscaris.
Hacia 1283 o 1284, María o su media hermana, Tamar, fue prometida en matrimonio con su primo Miguel, hijo de Juan I Ducas, gobernante de Tesalia, pero este cayó en una emboscada tendida por los bizantinos cuando llegó a Epiro y lo enviaron a Constantinopla donde perecería en prisión años más tarde. En 1291, su padre inició negociaciones con el rey Carlos II de Anjou, lo cual provocó que los bizantinos invadieran su territorio. Nicéforo I solicitó el apoyo de los gobernantes latinos de Grecia, vasallos de Carlos II, para expulsar a los bizantinos, pero para sellar esta alianza tuvo que enviar a María como rehén a la corte de Ricardo I Orsini, conde palatino de Cefalonia y Zacinto. Con la ayuda de los latinos, consiguió derrotar a los bizantinos, que asediaban la ciudad Ioánina.
En 1292, Ricardo organizó el matrimonio de María con su hijo Juan. Nicéforo I no fue consultado de este acto, por lo que se sintió indignado y no se calmaría hasta 1295, cuando su hija y su yerno se establecieron en su corte. María vivió en Epiro hasta 1303 o 1304, cuando su suegro fue asesinado por uno de sus caballeros, y Juan lo sucedió.
Su esposo gobernaría hasta su muerte en 1317, pero no se sabe sí María sobrevivió a Juan o sí murió antes que este.

## Descedencia
Por su matrimonio con Juan Orsini, María tuvo cuatro hijos:
- Nicolás, sucesor de su padre en Cefalonia y gobernante de Epiro después de asesinar a su tío.
- Juan, sucesor de su hermano después de asesinarlo.
- Guido, gran condestable del Principado de Acaya
- Margarita, señora de la mitad de Zacinto, se casó con Guglielmo Tocco.